# Wolica (Staszów)
Wolica [vɔˈlit͡sa] é uma vila no distrito administrativo de Gmina Łubnice, na província Staszów, Świętokrzyskie Voivodeship, no centro-sul da Polônia. Ele encontra-se a, aproximadamente, 6 quilômetros (4 milhas) ao nordeste de Łubnice, 12 quilômetros (7 milhas) ao sul de Staszów e 62 quilômetros (39 milhas) ao sudeste da capital regional Kielce.
A vila tem uma população de 250 habitantes.